# ウィリアム・リー (イギリスの裁判官)

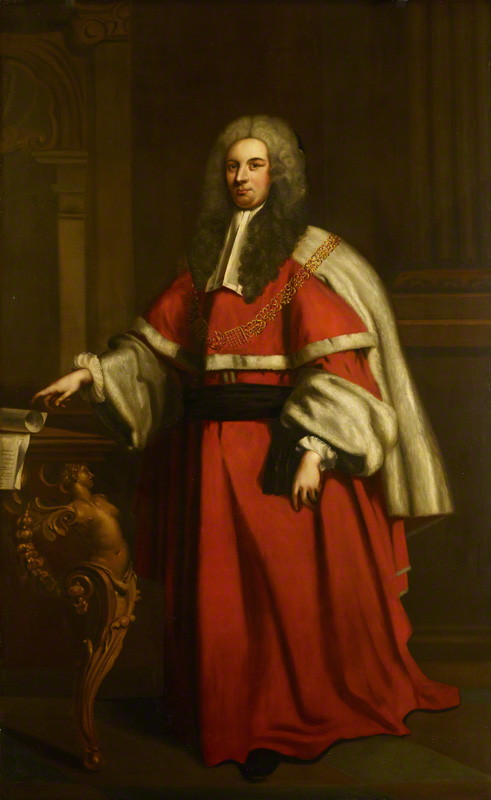
サー・ウィリアム・リー

サー・ウィリアム・リー（英語: William Lee PC、1688年8月2日 - 1754年4月8日）はイギリスの裁判官、政治家。王座裁判所主席裁判官を務めた（任期：1737年 – 1754年）。

## 生涯
第2代準男爵サー・トマス・リーとアリス・ホプキンスの次男として、1688年8月2日にバッキンガムシャーのハートウェルで生まれた。父トマスと祖父初代準男爵サー・トマス・リーはイングランド庶民院議員だった。
1703年にミドル・テンプルに入り、1704年にオックスフォード大学に入学するが、オックスフォード大学は卒業せず、ミドル・テンプルでは1710年に弁護士資格免許を得た。1717年にインナー・テンプルに移籍、1725年にインナー・テンプルの幹部員に選出された。1718年にウィカム市裁判所判事に任命された後、1722年にバッキンガム市裁判所判事に任命された。1718年から1730年まで国王付きラテン語秘書を務めた。1727年8月17日にホイッグ党の一員としてチッピング・ウィカム選挙区で庶民院議員に当選、1728年に勅選弁護士に選出され、1729年にプリンス・オブ・ウェールズ付き法務長官に任命された。
1730年6月5日に高等法廷弁護士に任命され、翌日に王座裁判所陪席判事に任命されたが、慣例であるナイト叙爵は拒否した。また王座裁判所陪席判事に任命されたことで庶民院議員を辞任することとなった。1737年6月8日、ハードウィック男爵の後任として王座裁判所主席裁判官に就任、同日に枢密顧問官に任命された。
リーは王座裁判所主席裁判官としては女性世帯主が会堂管理人の選挙権と被選挙権を有するとの判決を下し、キャンベル男爵が「それまでのイギリスの裁判官と比べて女性の権利を擁護した」と評した。1745年ジャコバイト蜂起の事後処理として行われた裁判でも裁判官を務め、「イギリス人が外国軍の辞令をもって捕虜として扱われることはできない」「反乱への参加が許されるのは即時の死亡の脅威ほどの強制がある場合だけ」「スコットランド生まれのスコットランド人は合同法に基づきスコットランドで裁判を受ける権利を有さない」という判決を下した。
1754年3月8日にヘンリー・ペラムが死去すると、リーは暫定の財務大臣に任命された（閣議には参加せず）。しかし、4月8日には卒中により死去、17日にハートウェル教会で埋葬された。

## 家族
リーは2度結婚した。1度目の結婚相手はジョン・グッドウィン（John Goodwin）の娘アン（1729年没）であり、2人は1男をもうけた。
- ウィリアム - トッターリッジ（Totteridge）市長

1738年5月12日、リーはロジャー・ドレイクの娘マーガレット（1752年5月没）と再婚したが、2人の間に子供はいなかった。